# Virtue signalling
Virtue signalling (Schreibweise im britischen Englisch; im amerikanischen Englisch auch virtue signaling; deutsch wörtlich: Tugendsignalisierung) ist eine abwertende englischsprachige Bezeichnung für das Zurschaustellen moralischer Werte. Damit sind häufig Ansichten gemeint, die die moralische Korrektheit der eigenen Position zu einem bestimmten Thema demonstrieren sollen und gleichzeitig als besonders zustimmungsfähig erachtet werden. Hierzu wird auch die offensive Ablehnung von als nicht zustimmungsfähig eingeschätzten Ansichten gezählt.

## Herkunft und Verwendung
Das Schlagwort virtue signalling wird im englischsprachigen Raum seit Anfang der 2000er Jahre gebraucht und wurde 2015 vom britischen Journalisten James Bartholomew in einem Artikel in der konservativen Zeitschrift The Spectator popularisiert. Der Ausdruck klingt wie ein sozialwissenschaftlicher Fachbegriff für eine bestimmte Form symbolischer Kommunikation, was auch deren Definition entspricht; er wird aber meist in herabsetzender Verwendung in journalistischen Kommentaren und politischen Diskussionen sowie bei alltagssprachlichen Meinungsäußerungen in den sozialen Medien gebraucht. Virtue signalling wird dabei teilweise in ähnlicher Bedeutung wie political correctness oder Gutmenschentum verwendet, hat jedoch die Konnotation von Heuchelei. Wegen seiner raschen Ausbreitung in den sozialen Medien wird der Ausdruck als typisches Beispiel für im 21. Jahrhundert neu entstandene Bezeichnungen beschrieben. Eine gängige deutsche Übersetzung gibt es bislang (Stand Februar 2020) nicht. Es wurden unter anderem die Versionen Tugendprotzerei und Tugendprahlerei verwendet oder der Sachverhalt umschrieben.
Als Beispiele für virtue signalling wurden die Änderung des Facebook-Profilbildes, um seine Unterstützung für ein bestimmtes Anliegen zu zeigen, die Teilnahme an der ALS Ice Bucket Challenge, öffentlich ausgedrückte „Gedanken und Gebete“ (thoughts and prayers) für Opfer von Katastrophen oder der Ausdruck von Überzeugungen durch Hashtags auf sozialen Medien genannt. Den Kritikern zufolge, die darin die Funktion des virtue signalling erkennen, wollen die Absender mit diesen Gesten ihre vermeintliche Tugendhaftigkeit und moralische Überlegenheit zum Ausdruck bringen, um Anerkennung zu gewinnen, ohne wirklich entsprechende Überzeugungen zu haben bzw. in der Praxis danach zu handeln.
Virtue signalling wurde zum Kampfbegriff amerikanischer Konservativer gegen Liberale und Linke, etwa auf der rechten Nachrichtenwebsite Breitbart. Der dänische Autor Bjørn Lomborg verwendete das Schlagwort für Vegetarier. Nach Ansicht des neuseeländischen Autors und Kommentators Steven Daisley im konservativen britischen Magazin The Spectator ist virtue signalling nur eine Art freiwilliger Vorstufe zur Empathiekontrolle durch empathy patrolling z. B. in sozialen Medien bei drohender Unsicherheit (z. B. bei terroristischen Angriffen), die analog den Polizeikontrollen im öffentlichen Raum für subjektive Sicherheit in einer zunehmend unkontrollierbaren Welt sorgen soll.

## Untersuchungen
In einer Untersuchung, veröffentlicht im Journal of Business Ethics, wurde „conspicuous virtue signalling“ (übersetzt: „auffälliges virtue signalling“) auf Facebook untersucht. Dies fand anhand Befragungen zweier Versuchsgruppen statt: Die eine bestand aus 234 freiwilligen irischen größtenteils Studentinnen, die andere aus 300 bezahlten US-amerikanischen Personen von Amazon Mechanical Turk. Es ergaben sich Beziehungen zwischen unethischen Verhaltensabsichten und „conspicuous virtue signalling“.
Die Psychologen Jillian Jordan und David Rand untersuchten in mehreren Experimenten mit Stichproben von mehreren Tausenden Menschen die Signalwirkung von „moralistic punishment“. Sie schrieben in der New York Times im Zuge der Untersuchung unter der Überschrift „Are You ‘Virtue Signaling’?“, dass das möglicherweise der Fall sei, was aber nicht notwendig fehlende Authentizität bedeute. Die Unterscheidung zwischen echter moralischer Empörung und strategischem „virtue signaling“ sei neueren Forschungen zufolge falsch.
Dem Philosophen Neil Levy zufolge sei „unehrliches Zurschaustellen“ von Tugendmerkmalen, für das es in der Evolutionsbiologie den Begriff Mimikry im Tierreich geben würde, beim Menschen als heuchlerisch zu verurteilen, während der Hinweis auf echte eigene Tugend dem sozialen Zusammenhalt diene und als „ehrliches Signal“ zu Unrecht angeprangert würde. Der Begriff wurde auch in einer psycholinguistischen Untersuchung von 2018 benutzt, die sich auf die in einer Publikation des Psychologen und Evolutionsbiologen Geoffrey Miller vertretene 2007 Signaling-Theorie bezieht. Virtue signalling werde dazu „benutzt soziale, sexuelle oder Statusvorteile zu erhalten“ („is used to obtain social, sexual, or status advantages“).

## Virtue signalling als Strategie symbolischer Kommunikation
Die private und öffentliche Äußerung von Zustimmung zu moralischen und gesellschaftlichen Werten ist eigentlich ein normaler Vorgang. Doch für die Sender überdeutlicher Tugendsignale steht die Förderung der eigenen Reputation im Vordergrund und nicht der Beitrag zum moralischen Diskurs der Gesamtgesellschaft. Aus der Ablehnung einer moralischen Ungerechtigkeit (z. B. Rassismus) wird so eine Botschaft des eigenen moralisch vorbildlichen Verhaltens, eine Strategie der Selbsterhebung (self-aggrandizing) und ein auftrumpfendes Signal (trumping up) der Zugehörigkeit zur „richtigen“ Gruppe. Diese Signale werden oft im Internet gesendet, wo sie rasch und für viele gleichzeitig sichtbar werden. Tosi und Warmke sehen eine Gefahr darin, dass Probleme durch virales virtue signalling moralisiert werden, ohne dass es sich um wirkliche moralische Probleme handelt; massenhafte Tugendsignale könnten den öffentlichen Moraldiskurs möglicherweise in eine falsche Richtung steuern. Da Signale des Typs „ich handle immer umweltbewusst“ aber den Anschein von Eitelkeit erwecken würden, werden sie oft in Ablehnungs- oder gar Hassformeln transformiert („ich hasse SUVs“), wodurch virtue signalling als hate signalling getarnt wird, denn zu viel zur Schau gestellte Eitelkeit würde das Branding der eigenen Person verderben: vanity is generally not something we want contaminating the brand.

## Kritik an Begriffsverwendung
David Shariatmadari kritisierte 2016 im britischen Guardian den Gebrauch des Schlagworts virtue signalling. Dies sei eine „Herabsetzung“, die „ihr Haltbarkeitsdatum überschritten“ habe. Es sei eine „hübsche, prägnante Phrase“, noch dazu „sozialwissenschaftlich angehaucht“, mit der man einen Diskussionsgegner oberflächlich aussehen lassen könne, während man selbst den Anschein erwecke, in einen anspruchsvollen Diskurs eingeweiht zu sein. Der Vorwurf des virtue signalling schütte aber das Kind mit dem Bade aus: Bloß weil jemand eine in gewissen Kreisen angesehene Meinung vertrete, dürfe man nicht darauf schließen, dass er dies nur aus Eitelkeit tue. Auch der Ökonom Sam Bowman vom Adam Smith Institute wies den Gebrauch des Ausdrucks virtue signalling zurück. Er sei ein beliebter, aber „dummer Begriff, der die Konzepte missbraucht, die er anführt, er fördert bequemes Denken und er ist scheinheilig.“
Auch Jane Coaston nahm in der New York Times zu dem Begriff Stellung. Das Problem an virtue signaling sei nicht das Signalisieren, denn jeder signalisiere jederzeit alle möglichen Dinge. Die Kritik an virtue signaling stelle also Kritik an der Tugend selber dar, und wer virtue signaling bei anderen zur Sprache bringe, wolle selbst wiederum etwas signalisieren, z. B. pragmatisch oder zynisch mit schmerzhaften Tatsachen umgehen zu können. Neil Levy, Professor für Philosophie an der Macquarie University schrieb im Tagesspiegel, der Vorwurf könne dazu genutzt werden, nicht auf die moralische Frage eingehen zu müssen: „Die Ironie dieses Vorwurfs liegt darin, dass man, umgekehrt, die Kritik am offensiven Zurschaustellen von Moral wiederum als Fall von offensivem Zurschaustellen von Moral sehen könnte – nur eben für ein anderes Publikum.“